# Wasserturm Querfurt

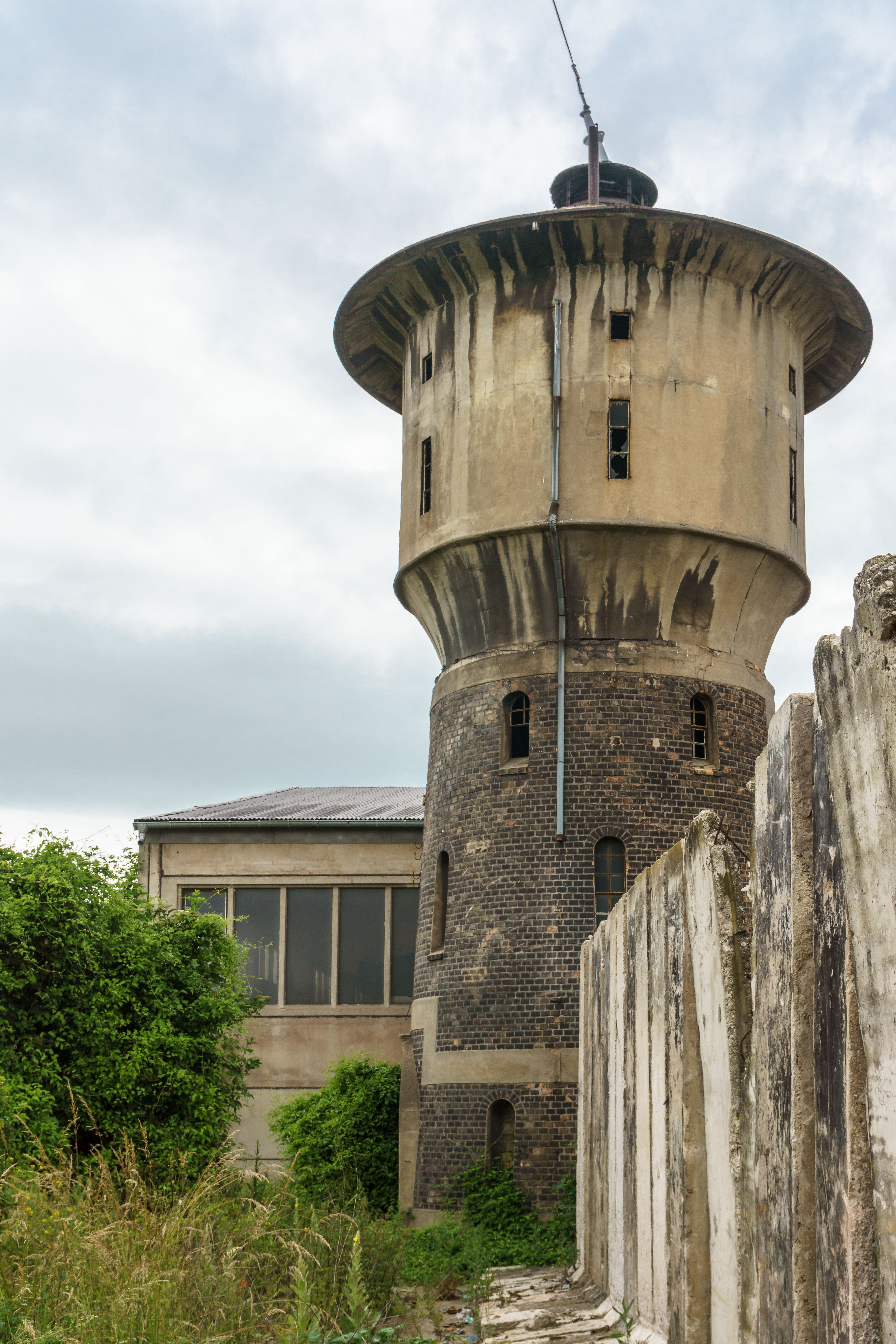
Ehemaliger Wasserturm in Querfurt an der Bahnanlage

Der ehemalige Wasserturm Querfurt ist ein ehemaliges denkmalgeschütztes Bauwerk in der Stadt Querfurt in Sachsen-Anhalt. Im örtlichen Denkmalverzeichnis war er unter der Erfassungsnummer 094 65610 als Baudenkmal verzeichnet.
Der Wasserturm in Querfurt steht auf dem ehemaligen Bahngelände der Stadt, nordöstlich des Bahnhofs. Es handelt sich um einen typischen Wasserturm, einzig die Haube ist anders als bei anderen Wassertürmen. Die Fenster haben eine neoromanische Ausprägung. Der Wasserturm wurde 1900 errichtet und stand einmal unter Denkmalschutz, dieser wurde aber mittlerweile aufgehoben.